# Mercury City Tower
Mercury City Tower (Russisch: Меркурий Сити Тауэр) is een wolkenkrabber in de Russische hoofdstad Moskou. Het gebouw heeft 75 verdiepingen en is 339 meter. De Mercury City Tower heeft een oppervlakte van circa 160.000 vierkante meter. De bouw is gestart in 2009 en op 10 augustus 2012 werd het hoogste punt bereikt, 338,8 meter.
De wolkenkrabber heeft meerdere functies. Zo is er plaats voor kantoren, woningen en detailhandel. Daarnaast bevat de toren de volgende faciliteiten:
- kuuroorden,
- fitness-school,
- restaurants.[4]